# Tegencultuur van de jaren 1960
De tegencultuur van de jaren 1960 was als tegencultuur een anti-establishmentbeweging die tot stand kwam in de Verenigde Staten en zich van begin jaren zestig tot midden jaren zeventig over de rest van de westerse wereld verspreidde. De beweging – een los cultureel fenomeen – kwam op toen de Afro-Amerikaanse burgerrechtenbeweging sterk groeide en kreeg een revolutionair karakter als reactie op de Amerikaanse deelname aan de voortslepende oorlog in Vietnam. In de loop van de jaren zestig ging ze zich ook bekommeren om andere politieke kwesties, zoals seksualiteit, vrouwendiscriminatie en drugs.
In de boezem van de tegencultuur ontstonden verschillende subculturen, zoals de hippiecultuur. Experimentatie en creativiteit werden aangemoedigd, wat leidde tot innovatieve cultuurproducten, zoals psychedelische muziek en experimentele films. De tegencultuur was in veel westerse landen een beperkt fenomeen, maar verschillende elementen werden opgenomen in de mainstreamcultuur. De beweging liep ten einde in de eerste helft van de jaren zeventig.